# Mossi (koninkrijk)
De Mossi-koninkrijken waren een aantal historische staten die naast elkaar hebben bestaan van de twaalfde tot de negentiende eeuw. Het gezamenlijke grondgebied van deze koninkrijken besloeg een groot deel van het huidige Burkina Faso. 
De Mossi-koninkrijken werden gesticht door de Mossi, een volk dat nu nog de meerderheid van de bevolking van Burkina Faso vormt.
Het oudste Mossi-koninkrijk, Tengkodogo, zou in 1120 zijn gesticht in de gelijknamige hoofdstad Tengkodogo. In 1333, ten tijde van de grote expansie van het Koninkrijk Mali, is het tweede Mossi-koninkrijk Yatenga gesticht, met als hoofdstad Ouahigouya. Het derde grote Mossi-koninkrijk was Ouagadougou (genoemd naar de huidige hoofdstad van Burkina Faso). 
De Mossi-beschaving was oorspronkelijk gebaseerd op een agrarische economie. Door middel van een strikt gestructureerde territoriale organisatie (gebaseerd op eenheden gaande van de wijk, dorp, regio tot koninkrijk) hebben deze staten zich door de eeuwen weten te handhaven. 
De ondergang van de Mossi-koninkrijken was de Franse verovering van grote delen van West-Afrika na de Conferentie van Berlijn in 1885. In 1894 werd Tengkodogo geannexeerd door de Fransen, terwijl de andere twee staten werden gedwongen zich in 1895 onder Franse 'protectie' te stellen, waardoor de koninkrijken in naam konden blijven bestaan, echter onderhorig aan het Franse bestuur.
Ook vandaag de dag genieten de Mossi-koningen, hoewel zij formeel geen macht bezitten, nog veel aanzien bij hun volk, voornamelijk wegens hun rol in de traditionele religie.